# لیگ فوتبال ملی میانمار
لیگ فوتبال ملی میانمار (انگلیسی: Myanmar National League) بالاترین سطح مسابقات فوتبال در کشور میانمار است.